# مکس لندیس
مکس لندیس (به انگلیسی: Max Landis) (زادهٔ ۳ اوت ۱۹۸۵) یک فیلم‌نامه‌نویس و کارگردان آمریکایی است. او فرزند کارگردان جان لندیس می‌باشد.
در سال‌های ۲۰۱۱ و ۲۰۱۲، او در فهرست جوانان مجله فوربز «۳۰ شخص زیر ۳۰ سال فوربز» برای تماشای صنعت سرگرمی قرار گرفت. حرفه او در سال ۲۰۱۷ به دنبال اتهامات چندین زن به سوء استفاده عاطفی و جنسی متوقف شد.

## اوایل زندگی
لندیس در ۳ اوت ۱۹۸۵ در بورلی هیلز، کالیفرنیا، پسر کارگردان، جان لندیس و طراح صحنه و لباس و مورخ دبورا نادولمن لندیس به دنیا آمد. او در تولد ۳۵ سالگی پدرش به دنیا آمد. خانواده او یهودی هستند. او دبیرستان بورلی هیلز را برای یک مدرسه شبانه‌روزی درمانی در کنتیکت ترک کرد، اما همچنان با دیپلم دبیرستان بورلی هیلز فارغ‌التحصیل شد. همچنین لندیس گفته است که اختلال خلق ادواری و اختلال دیکته‌نویسی دارد.

## فیلم‌شناسی
- تاریخچه (۲۰۱۲)
- من، او و خودش (۲۰۱۵)
- افراط آمریکایی (۲۰۱۵)
- آقای مطلوب (۲۰۱۵)
- ویکتور فرانکنشتاین (۲۰۱۵)
- درخشان (۲۰۱۷)
- سایه در ابر (۲۰۲۰)